# Paul-François Paoli
Pour les articles homonymes, voir Paoli.
Paul-François Paoli, né le 2 janvier 1959 à Marseille, est un écrivain, chroniqueur et journaliste français.

## Biographie
Paul-François Paoli naît le 2 janvier 1959 à Marseille.
Il est chroniqueur et journaliste régulier pour Le Figaro littéraire. Il écrit également dans  La Revue des deux Mondes, Spectacle du Monde et Famille chrétienne.
Il reçoit en 2019 le prix de l'Institut de France pour son ouvrage Confession d'un enfant du demi-siècle.[source insuffisante]

## Livres

### Auteur
- 1999 : Comment peut-on être de droite ?, Paris, Albin Michel, 203 p.
- 2003 : Les Impostures de l'égalité, Paris, Max Milo Éditions, 93 p.[4]
- 2005 : Je suis Corse et je n'en suis plus fier, Paris, Max Milo Éditions, 125 p.
- 2006 : Nous ne sommes pas coupables : Assez de repentances !, Paris, Editions de La Table Ronde, 168 p.
- 2006 : L'école face à l'obscurantisme religieux : Le rapport OBIN: 20 personnalités commentent un rapport choc de l'Education nationale, Paris, Max Milo Éditions, 277 p.
- 2008 : La France sans identité : Pourquoi la République ne s'aime plus ?, Gemenos, Editions Autres Temps, 166 p.
- 2010 : La Tyrannie de la faiblesse : La féminisation du monde ou l'éclipse du guerrier, Paris, Bourin éditeur, 196 p. - Prix Henri-Malherbe en 2012
- 2012 : Pour en finir avec l'idéologie antiraciste, Paris, Bourin Éditeur, 175 p.
- 2014 : Malaise de l'Occident : Vers une révolution conservatrice ?, Paris, Éditions Pierre-Guillaume de Roux, 303 p.
- 2016 : Nietzsche, coll. Dueto, e-book.
- 2016 : Quand la gauche agonise : La république des bons sentiments, Paris-Monaco, Le Rocher  (ISBN 978-2268077567), 209 p.
- 2018 : L'Imposture du vivre ensemble, Paris, L'Artilleur, 360 p.[6]
- 2018 : Confessions d'un enfant du demi-siècle, Paris, coll. Idées, Cerf, 219 p.
- 2020 : Aux sources du malaise identitaire français : valeurs, identité et instinct de collaboration, Paris, L'Artilleur, 217 p.
- 2021 : France-Corse. Je t'aime moi non plus, Paris, Éditions de l'Observatoire, 149 p.[2]
- 2022 : Aux Pays des rivières, roman, Paris, Éditions Bartillat, 320 p.[7]
- 2023 : Une histoire de la Corse française, Paris, Tallandier, coll. Essais, 240 p.  (ISBN 979-1021057272)
- 2024 : Race, sexe, identité : la France en procès, préf. Jean-Louis Harouel, Paris, Éditions Jean-Cyrille Godefroy, 224 p.  (ISBN 978-2865533596)

### Co-auteur
- 1993 : La France décapitée : douze ans de médiocrité béate (avec Ange-Mathieu Mezzadri), Gemenos, Editions Autres Temps ; rééd. Éditions Maïa, 245 p., 2017
- 2009 : Histoires particulières (Max Gallo - Conversations avec Paul-François Paoli), Paris, CNRS Editions, 150 p.
- 2012 : Le Roman de la Corse (avec Angèle Paoli), Paris-Monaco, Éditions du Rocher, 189 p.[8]
- 2021 : Jean-Luc Marion, À vrai dire, conversation avec Paul-François Paoli, Paris, Cerf, 2021, 218 p.[9],[10]